# Flattern (Luftfahrt)
Als aeroelastisches Flattern (englisch flutter) bezeichnet man eine selbsterregte Schwingung eines Flugzeuges, Flattern gehört zu den Effekten der Aeroelastizität.
An dieser Schwingung sind grundsätzlich alle Teile bzw. Massen des Flugzeuges beteiligt. Die physikalischen Einflussgrößen sind die starren Freiheitsgrade (Translation und Drehung) im Zusammenwirken mit den elastischen Verformungen des Flugzeuges, der Massenverteilung und der instationären Luftkräfte (an den schwingenden aerodynamischen Flächen).
Flattern kann durch konstruktive Maßnahmen beeinflusst werden. Generell gibt es immer eine Grenzgeschwindigkeit, ab der Flattern auftritt. Entsprechend begrenzt dies den sicheren Betriebsbereich des Flugzeuges. Da Flattern meist zum Bruch des betroffenen Bauteils und damit gegebenenfalls zum Absturz des Flugzeuges führt, wird ihm in der Erprobungsphase besondere Beachtung geschenkt.
Das Phänomen trat bei Flugzeugen erstmals in den 1930er Jahren auf, als deutlich höhere Geschwindigkeiten möglich waren und die Mechanismen zunächst noch nicht verstanden wurden. Zum zweiten Mal in den Blick der Entwickler trat in den 1940er Jahren das Flattern, als es möglich wurde, mit Schallgeschwindigkeit zu fliegen. Beispielsweise wurde an der Deutschen Versuchsanstalt für Luftfahrt in Berlin-Adlershof von u. a. Alfred Teichmann und an der Aerodynamischen Versuchsanstalt von Hans Georg Küssner daran gearbeitet.
Flattern entsteht, wenn eine Schwingungsmode mit einer zweiten annähernd oder gleichfrequent schwingenden – beispielsweise einer Biegemode und einer Torsionsmode – resoniert und sich diese konstruktiv überlagern. Diese Eigenfrequenzen sind grundsätzlich konstruktionsbedingt und werden bei unterschiedlichen Fluggeschwindigkeiten unterschiedlich stark angeregt.
Ein typisches Beispiel für das Flattern von Flugzeugteilen sind die Biege- und Torsionsschwingungen der Tragflächen. Die Ruder (Höhenruder, Seitenruder, Querruder) können bei zu geringer Steifigkeit in der Aufhängung oder Anlenkung flattern, was durch ein zu großes Spiel noch verstärkt wird. Propeller können durch die Präzessionskräfte zum Flattern angeregt werden.

## Durch Flattern verursachter Flugzeugabsturz 2006
Ein durch Flattern verursachter Abriss des Höhenleitwerks führte am 29. November 2006 zum Absturz eines Prototyps der Grob G 180 SPn in der Nähe des Werksflughafens; der französische Testpilot Gérard Guillaumaud starb.